# 후트빌
후트빌(독일어: Huttwil)은 스위스 베른주의 오버아르가우구에 있는 시정촌이다.

## 역사

### 초기사
후트빌은 9세기에 Huttiwilare로 처음 언급되었다.
후트빌 지역은 아마도 7세기 또는 8세기에 처음으로 정착되었을 것이다. 비록 9세기에 역사 기록에 처음으로 나타난다. 처음에는 아달고체 가문의 상부 아르가우 땅의 일부였으나 11세기와 12세기에 라인펜덴 백작과 페니스-뇌샤텔 백작은 후트빌에서 토지와 권리를 소유했다. 12세기에 페니스-뇌샤텔은 그들의 후트빌 땅을 에를라흐 수도원에 기증했다. 마을 교회는 1093년 또는 1108년에 아그네스 폰 라인펠덴과 그녀의 남편 베르톨트 2세 폰 체링겐이 검은숲에 있는 성 베드로 수도원에 후원 권리를 기증했을 때 처음 언급되었다. 라인펠덴의 나머지 권리는 아그네스의 결혼을 통해 자링겐스에게 넘어갔다. 1218년 체링겐 가문이 멸족되자 키부르크 백작은 성장하는 도시와 주변 땅을 인수했다. 1313년 노이키부르크 백작은 후트빌을 그들의 대군주인 오스트리아 합스부르크 왕가에게 넘겼다. 1339년 라우펜 전투에서 놀라운 스위스 연방과 베르네의 승리에 이어, 베르나 군대는 1340년에 합스부르크 마을 후트빌을 파괴했다. 마을이 재건되고 키부르크가가 권력을 유지했지만, 후트빌은 점점 베른의 영향력 아래 있게 되었다. 이후 다음 몇 세기에 걸쳐 베른의 귀족 가문 소유가 되었고, 1516년 트라흐발트의 베른의 영지로 완전히 흡수되었다.
1528년 베른은 개신교 종교개혁의 새로운 신앙을 받아들였고 후트빌은 나머지 베른 땅과 함께 개종했다. 같은 해에 그들이 에를라흐 수도원을 진압했을 때, 수도원의 권리와 페니스 뇌샤텔 백작의 땅은 베른에 인수되었다.

### 1653년 스위스 농민 전쟁
1653년 스위스 농민 전쟁 동안 후트빌은 반란의 중심지였다. 1653년 4월 23일, 루체른, 베른, 바젤, 졸로투른 시골 사람들의 대표자들은 수미스발트에서 만나 목표를 달성하기 위해 서로를 돕기 위한 동맹을 체결했다. 일주일 후, 그들은 후트빌에서 다시 만나 동맹을 갱신하고, 에멘탈의 뤼더스빌에서 니클라우스 로이엔베르커를 지도자로 선출했다.
1653년 5월 14일, 농민들은 후트빌에 있는 란츠게마인데에서 다시 만나 옛 스위스 연방의 연방 의회 양식으로 서면 계약서에 서명함으로써 “후트빌 동맹”으로 동맹을 공식화했다. 이 조약은 리그를 도시와 동등하고 독립적으로 간주하는 별도의 정치적 실체로 명확하게 확립했다. 세금 반란은 이념적으로 전통적인 스위스 건국 전설, 특히 윌리엄 텔의 전설에 기초한 독립 운동이 되었다. 법적으로 농민들은 구스위스 연방의 중요한 연합 조약 중 하나인 1481년, 특히 1481년의 슈탄저 베르코미니스의 권리에 의해 집회와 노동조합을 정당화했다.
후트빌 동맹은 처음에는 성공적이었고 베른과 루체른은 평화 조약에 서명하고 양보를 허용했지만 1653년 6월 3일 볼렌슈빌 전투에서 결정적으로 패배했다. 그런 다음 베르네 군대는 마을을 불태웠고 다음 달에 더 많은 저항을 진압했다. 니클라우스 로이엔베르커는 1653년 9월 6일 베른에서 참수되고, 네토막으로 처형되었다. 그의 머리는 후트빌 동맹의 1291년 연방헌장의 네 사본 중 하나와 함께 교수대에 못 박혔다.

### 전후

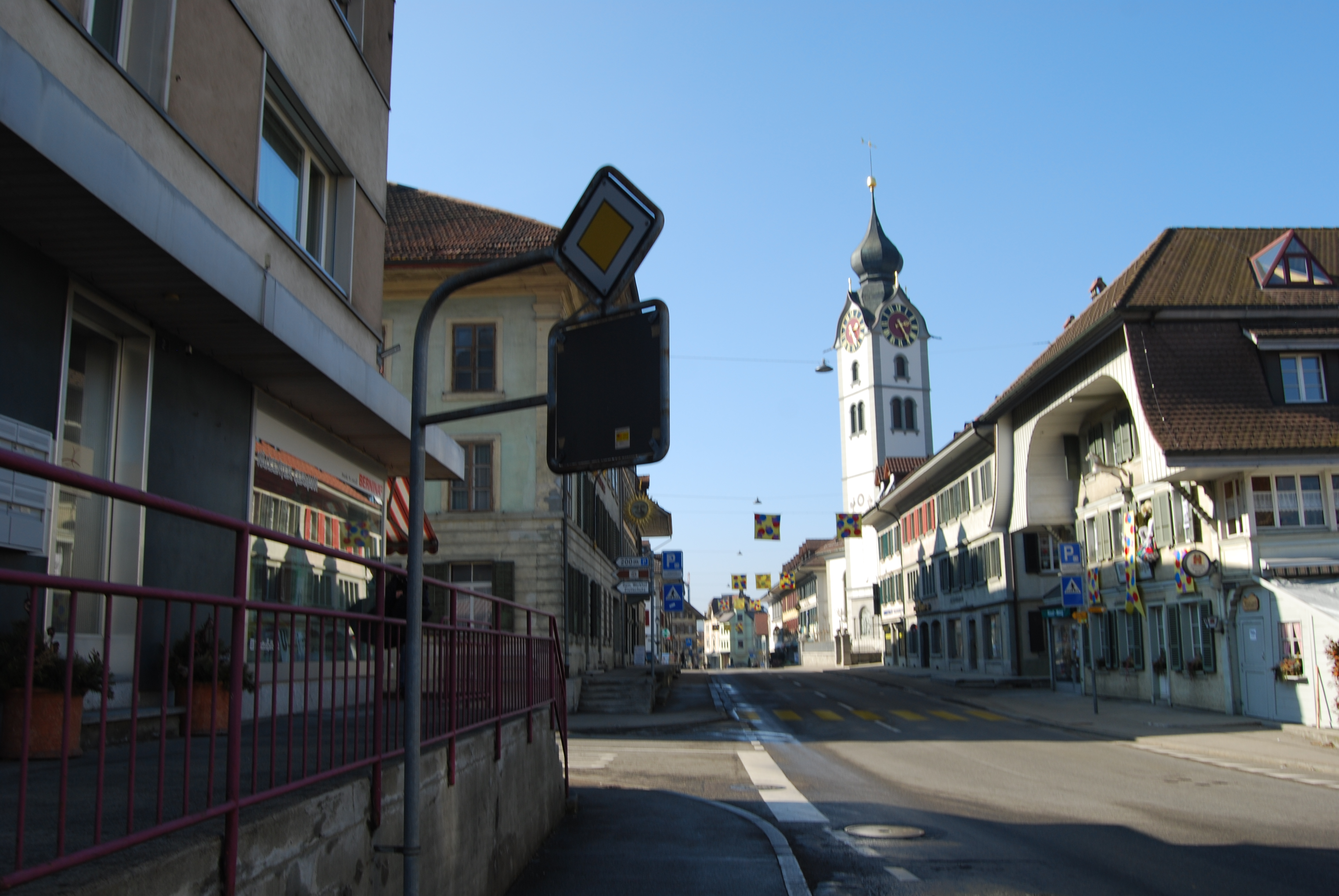
1834년부터 양파 돔 타워가 있는 주 거리와 개혁교회

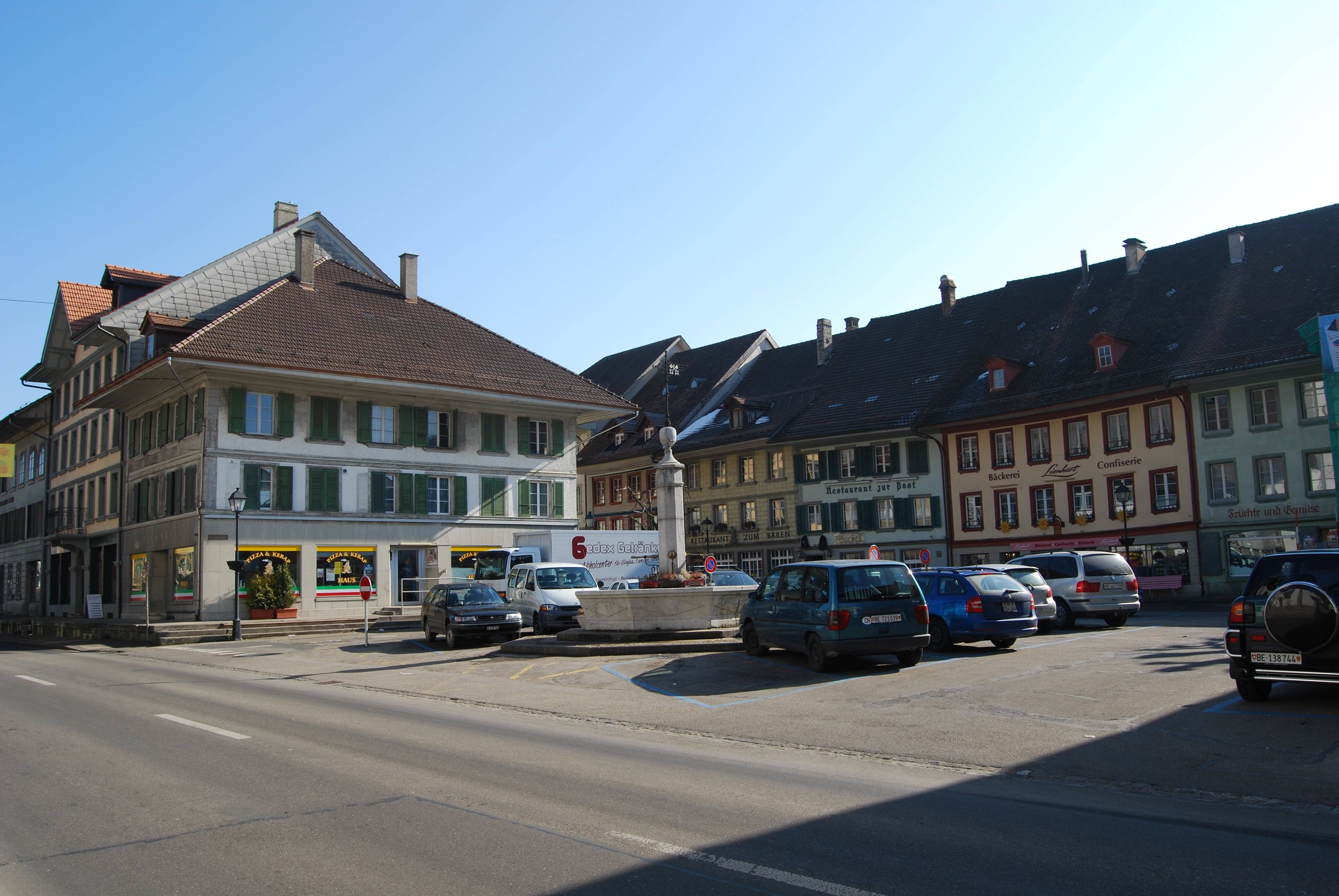
1834년 화재 이후 재건된 중앙 광장과 분수

스위스 농민 전쟁은 성공하지 못했지만, 베르네 당국은 세금 구조를 개혁하고 농민의 권리를 존중해야 했다. 후트빌이 반란의 중심이었지만, 당국은 더 이상의 처벌을 받지 않았다. 베른-루체른 도로에 있는 후트빌의 위치 덕분에 계속 성장할 수 있었다. 농업은 여전히 중요하지만 지역 시장 도시가 되었고 다른 산업이 발전하기 시작했다. 앙시앙 체제 기간 동안 대부분의 농지를 소유한 부유한 도시 시민들과 토지를 경작하고 권리가 거의 없는 가난한 소작인 타우너 사이에 긴장이 고조되었다. 1798년 프랑스 침공과 헬베티아 공화국의 개혁조차도 도시의 오래된 권력 구조를 다루지 못했다. 마침내 1828년에 시민들은 특별한 권리를 잃었고 공유지는 이전 타우너 사이에 분할되었다.
19세기 내내 캔버스 직조, 양모 방적, 말총 방적, 편직 공장, 제혁소, 제재소와 가구 제조를 포함하여 많은 공장과 작은 상점이 마을에 문을 열었다. 오늘날 후트빌의 제조 부문은 지자체의 전체 일자리 중 약 1/3을 제공한다.
1834년 6월 8/9일 밤에 도시의 많은 부분이 화재로 파괴되었다. 도시 전체는 베른의 도시 건축가 요한 다니엘 오스테리트의 계획에 따라 재건되었다. 그는 분수가 있는 중앙 광장 주변에 3개의 주요 도로가 있는 도심을 계획했다. 거리에는 도시의 성장하는 번영을 반영하는 골조 컨트리- 비더마이어 주택이 늘어서 있다. 마을 교회는 오래된 기초 위에 재건되었지만, 더 높은 탑과 새로운 양파 돔이 있다.
1871년 베른에서 후트빌, 에멘탈 강에서 루체른까지 철도를 건설하려는 시도는 실패했다. 후트빌이 결국 철도에 연결되기까지는 거의 20년이 걸렸다. 랑엔탈-후트빌 철도는 1889년에 개통되었으며, 그 뒤를 1895년에는 후트빌-볼후젠 철도, 1908년에는 람자이-주미스발트선, 1915년에는 에리스빌선이 개통되었다. 이 철도는 후트빌을 국가의 나머지 지역과 연결하고 산업이 성장할 수 있게 했다. 도시. 처음 3개의 철도는 결국 유나이티드 후트빌 철도로 합병되었으며, 1997년에는 후트빌 미텔란트 지역교통 AG가 되었다.
후트빌이 지역 센터였기 때문에 1873년에 중등학교가 마을에 문을 열었다. 몇년 후인 1903년에 지역 병원이 문을 열었다. 원래 병원은 1929년에 새 건물로 교체되었고 오래된 병원은 요양원이 되었다. 1939년에 마을의 가톨릭 주민들을 위해 후트빌에 로마 가톨릭 교회가 세워졌다. 브라더 클라우스 교회는 1983년에 현재의 모습으로 재건되었다.

## 지리

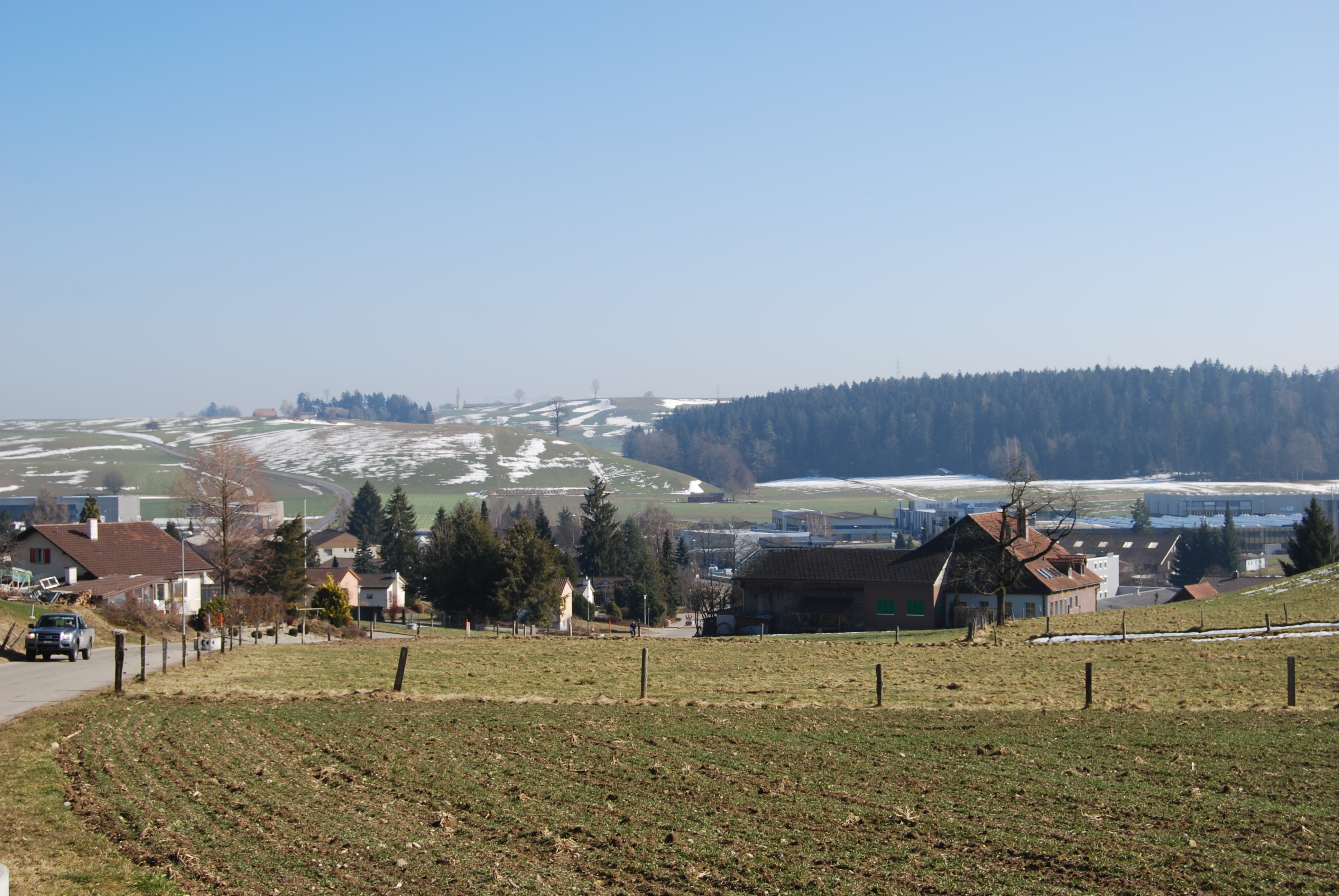
후트빌 타운과 주변 농장

후트빌의 면적은 17.24k㎡이다. 2006년 조사 기준으로 총 11.13k㎡ (64.6%)가 농업용으로 사용되며, 3.79k㎡ (22.0%)가 산림으로 사용된다. 나머지 시정촌 중 2.35k㎡ (13.6%)가 정착(건물 또는 도로), 0.01k㎡ (0.1%)가 강 또는 호수이다.
같은 조사에서 산업 건물은 전체 면적의 1.7%, 주택과 건물은 6.4%, 교통 기반 시설은 4.6%를 차지했다. 전체 토지 면적의 총 19.9%는 삼림이 무성하고 2.1%는 과수원이나 작은 나무 군락으로 덮여 있다. 농경지 중 29.9%는 작물 재배에 사용되며, 32.0%는 목초지로, 2.6%는 과수원이나 덩굴 작물에 사용된다. 시정촌의 모든 물은 흐르는 물이다.
그것은 에리스빌, 비사헨, 뒤렌로트 및 발트스빌 사이의 루체른주의 경계의 낮은 에멘탈에 위치하고 있다. 주요 도시는 랑게텐, 로트바흐 및 비사헨 강의 합류점 근처에 있다. 그것은 후트빌의 마을과 주변의 여러 작은 마을로 구성되어 있다.
2009년 12월 31일에 시정촌의 이전 구역인 트라흐젤발트구가 해산되었다. 다음 날 2010년 1월 1일에 새로 만들어진 오버아르가우구에 합류했다.

## 인구통계

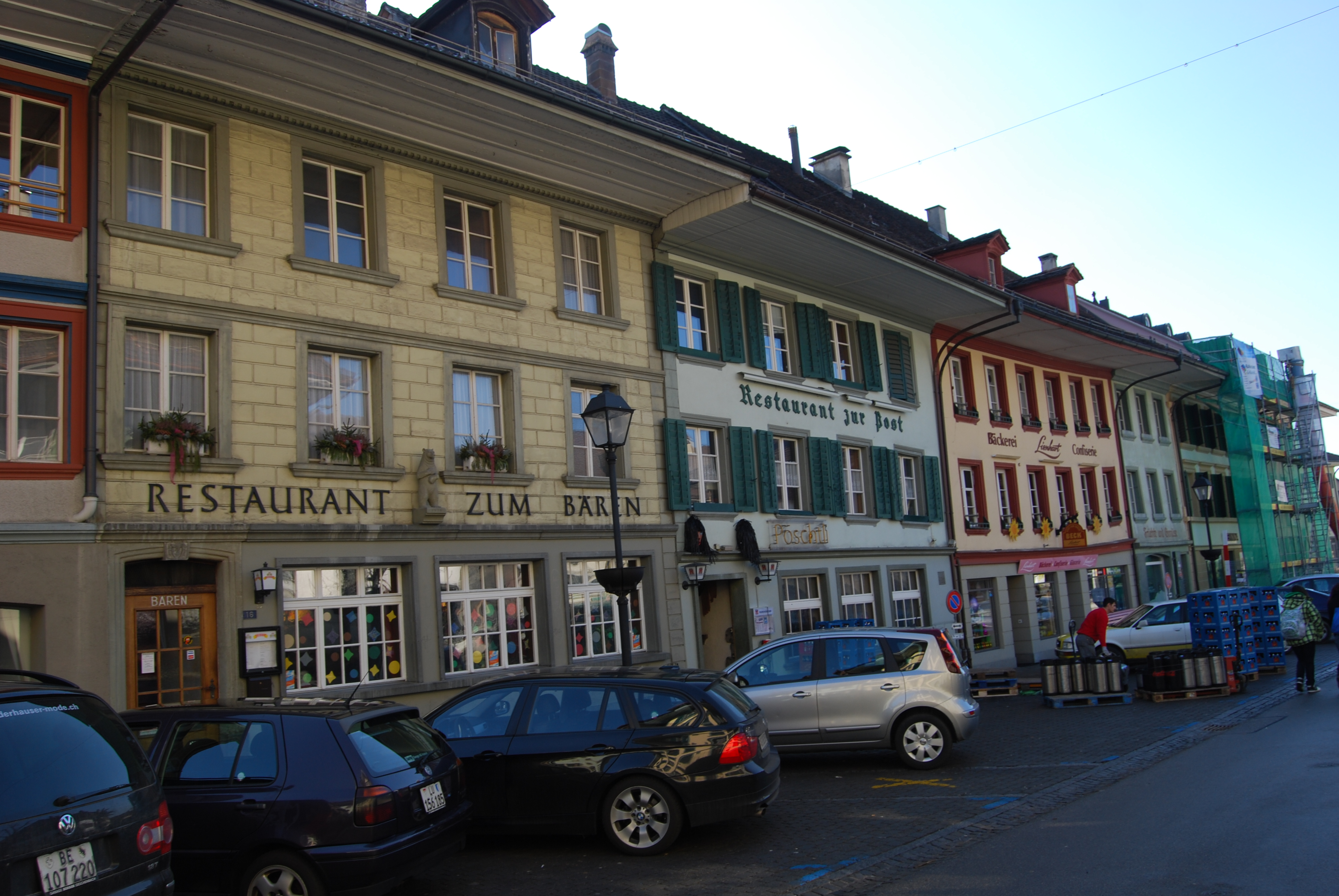
후트빌의 식당가

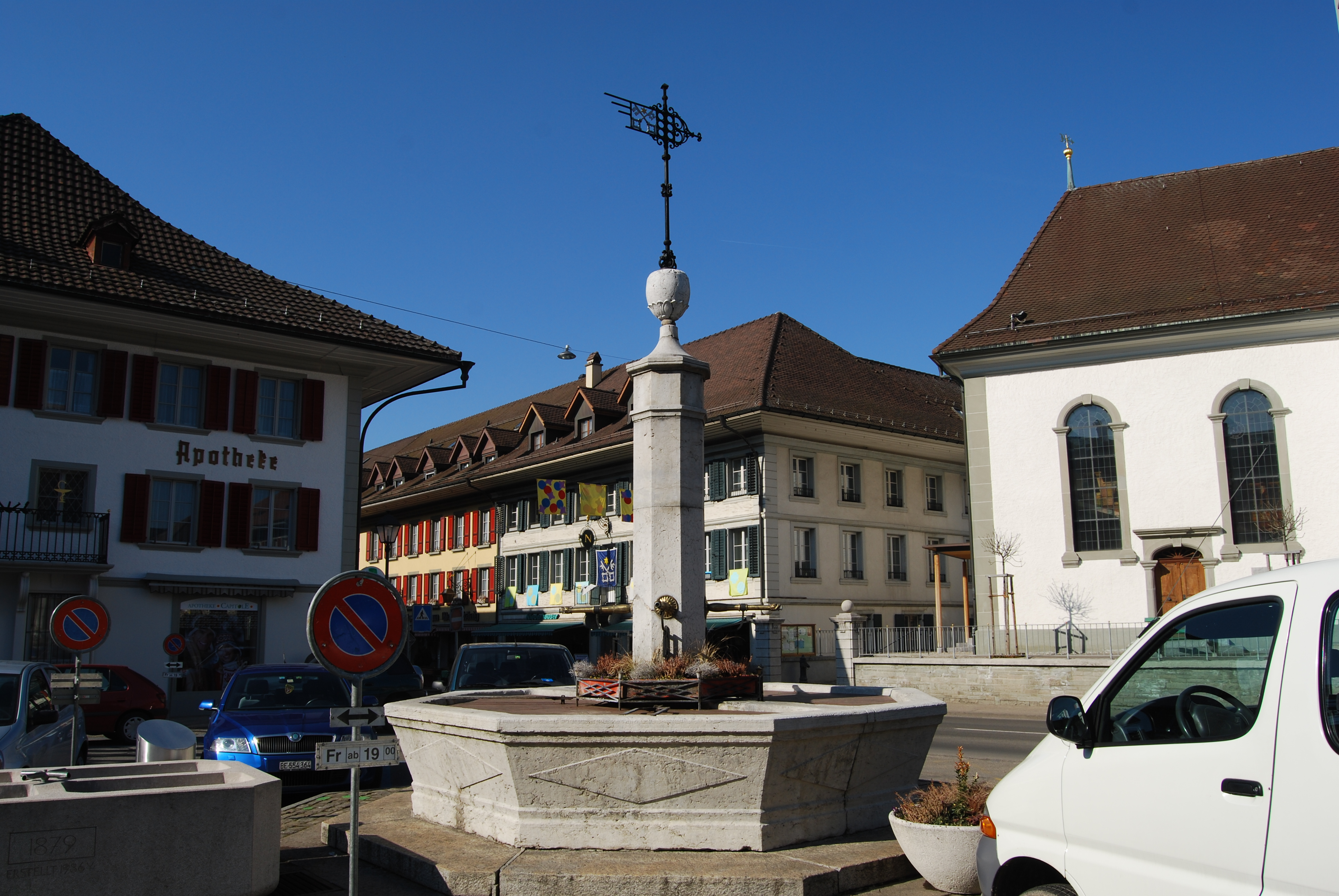
후트빌 옛시가지의 중앙광장과 분수

2020년 12월 기준, 후트빌의 인구는 5,009명이다. 후트빌 2012년 기준으로 인구의 9.4%가 거주 외국인이다. 지난 2년(2010-2012) 사이에 인구는 -0.9%의 비율로 변화했다. 이민은 –0.6%, 출생과 사망은 -0.7%를 차지했다.
2000년 기준, 인구 대부분인 4,514명(93.6%)이 독일어를 모국어로 사용하고, 이탈리아어가 55명(1.1%)으로 두 번째로 많이 사용하고, 알바니아어가 53명(1.1%)으로 세 번째로 사용된다. 프랑스어를 할 줄 아는 15명과 로만슈어를 할 줄 아는 사람이 2명 있다.
2013년 기준으로 인구는 남성 50.3%, 여성 49.7%이다. 인구는 2,088명의 스위스 남성(인구의 44.4%)과 277명(5.9%)의 비스위스계 남성으로 구성되었다. 스위스 여성은 2,139명(45.5%), 비스위스계 여성은 202명(4.3%)이었다. 지자체의 인구 중 1,877명(약 38.9%)가 후트빌에서 태어나 2000년에 그곳에 살았다. 같은 주에서 태어난 1,544명(32.0%)가 있었고, 759명(15.7%)가 스위스 다른 곳에서 태어났다. 그리고 451명(9.3%)가 스위스 밖에서 태어났다.
2012년 기준으로 아동·청소년(0~19세)이 20.7%, 성인(20~64세)이 59.3%, 노인(64세 이상)이 20.0%를 차지한다.
2000년 기준으로 시정촌에 미혼이거나, 독신인 사람은 1,996명이다. 기혼자는 2,280명, 미망인은 359명, 이혼한 사람은 190명이었다.
2010년 기준 1인 가구는 682가구, 5인 이상 가구는 156가구이다. 2000년 기준으로 상시 분양된 아파트는 총 1,907세대(전체의 90.3%)였으며, 성수기 아파트는 114세대(5.4%), 공실은 91세대(4.3%)였다. 2012년 기준 신규주택 건설률은 인구 1000명당 1.7세대이다. 후트빌 2013년 시정촌 공실률은 2.3%였다. 2012년에 단독 주택은 시정촌 전체 주택의 46.7%를 차지했다.
역사적 인구는 다음 차트에 나와 있다.

## 경제

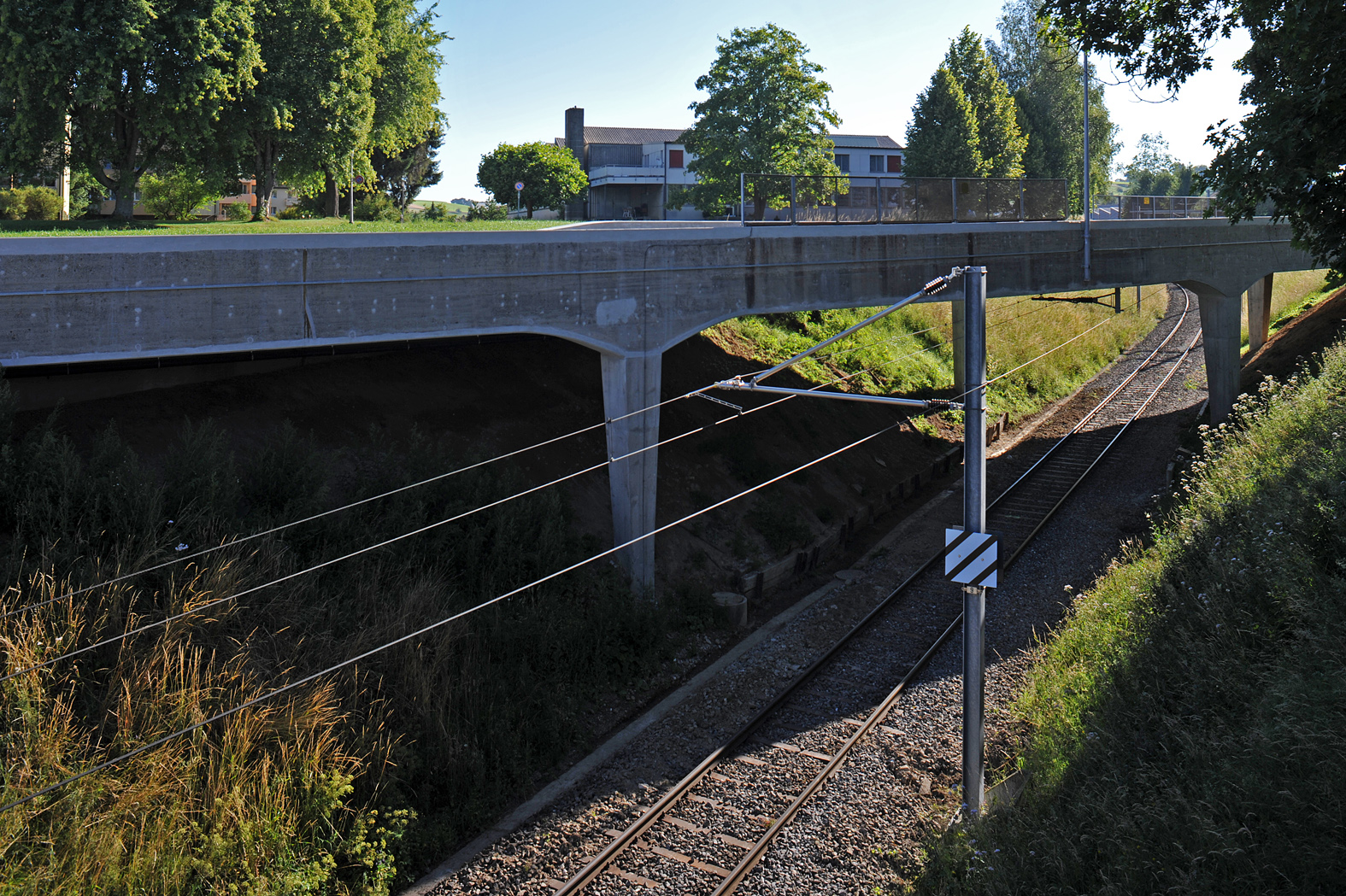
후트빌에 있는 루체른슈트라세 다리와 철도. 베른-루체른 도로에 위치하여 후트빌이 지역의 중심지로 성장하는데 도움을 주었다.

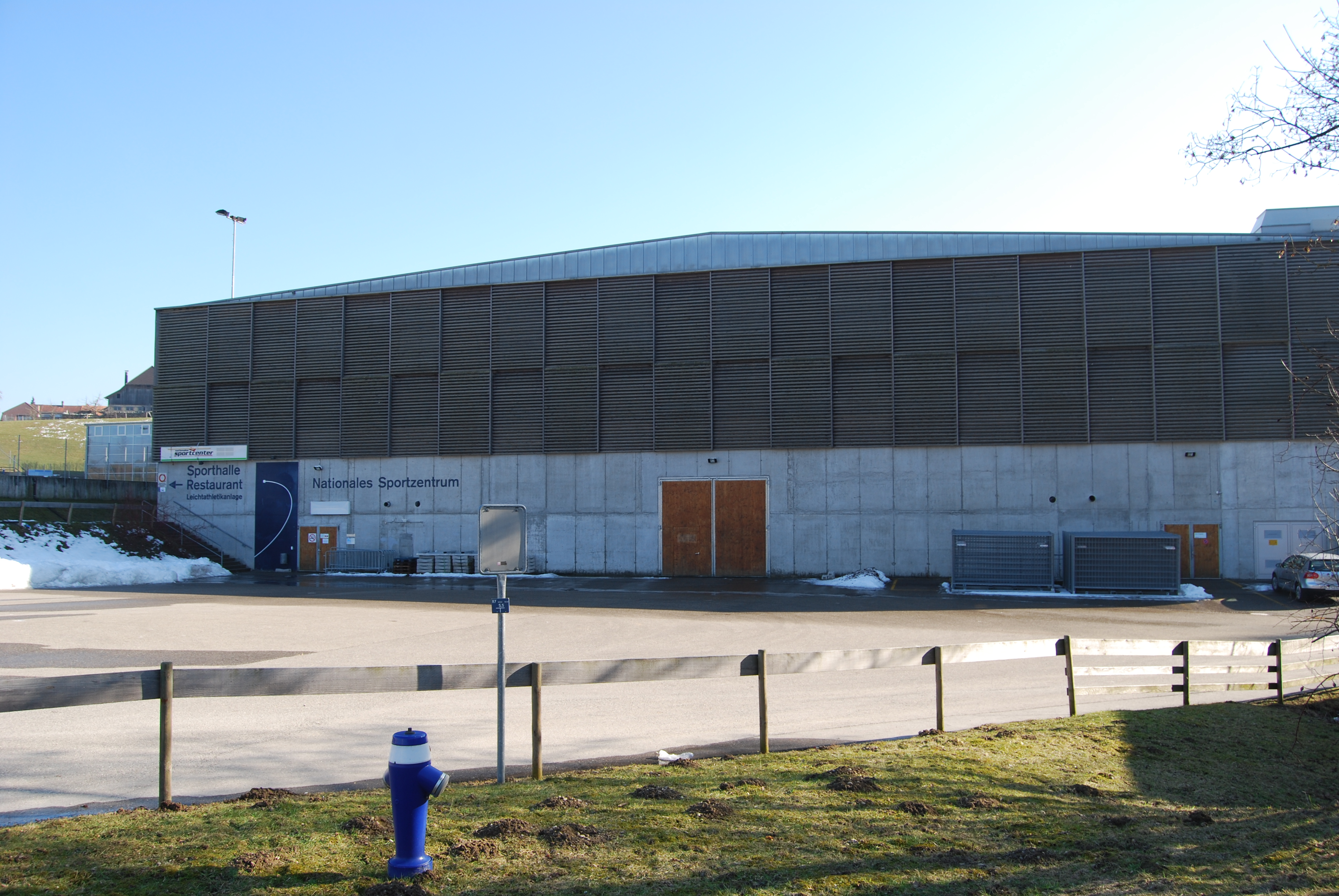
후트빌 슈바르첸바흐의 국립 스포츠 센터

2011년 현재 후트빌의 실업률은 1.81%이다. 2011년 기준으로 시정촌에 고용된 사람은 총 3,080명이다. 이 중 1차 경제 부문에 254명이 고용되었고, 이 부문에 약 87개 기업이 참여했다. 2차 부문에는 1,192명의 직원이 있으며, 이 부문에는 93개의 기업이 있다. 3차 부문에는 1,634명의 직원이 있으며, 이 부문에는 274개의 기업이 있다. 후트빌 시정촌 주민은 2,399명으로 일정 정도 고용되었으며, 그중 여성이 전체 노동력의 41.6%를 차지했다.
2008년에는 총 2,199개의 정규직이 있었다. 1차 부문의 일자리 수는 171개였으며, 모두 농업이었다. 2차 부문의 일자리 수는 854개로 그중 663개(77.6%)가 제조업, 184개(21.5%)가 건설업이었다. 3차 부문 일자리는 1,174개였다. 3차 부문에서; 432개(36.8%)는 도소매 또는 자동차 수리, 136개(11.6%)는 상품의 이동과 보관, 61개(5.2%)는 호텔 또는 레스토랑, 48개(4.1%)는 보험 또는 금융업이었다. 산업, 62개(5.3%)는 기술 전문가 또는 과학자, 100개(8.5%)는 교육, 223개(19.0%)는 의료 분야에 있었다.
2000년 기준 자치단체로 통근하는 근로자는 1,199명, 출퇴근자는 938명이었다. 지자체는 근로자의 순수입 지자체며, 떠날 때마다 약 1.3명의 근로자가 지자체에 들어간다. 총 1,461명의 근로자(시 전체 근로자 2,660명의 54.9%)가 후트빌에 거주하고 일했다. 후트빌 근로 인구의 9.7%가 출퇴근을 위해 대중교통을 이용했고, 47.2%가 자가용을 이용했다.
2013년에 후트빌의 150,000 CHF를 버는 기혼 거주자에 대한 평균 교회, 지역 및 주 세율은 11.6%인 반면 미혼 거주자의 세율은 17.8%였다. 비교를 위해, 전체 주의 모든 지자체에 대한 중앙값은 11.7%와 18.1%이고, 전국 중앙값은 각각 10.6% 및 17.4%였다.
2011년에 지자체에는 총 1,842명의 납세자가 있었다. 그중 449개가 연간 75,000CHF 이상을 벌었다. 1년에 15,000에서 20,000 사이를 버는 사람이 11명 있었다. 가장 많은 수의 근로자인 481명이 연간 50,000~75,000CHF를 벌었다. 후트빌에 있는 75,000 CHF 이상 그룹의 평균 소득은 118,044 CHF인 반면, 스위스 전체의 평균은 136,785 CHF였다.
2011년에는 전체 인구의 2.4%가 정부로부터 직접적인 재정 지원을 받았다.

## 볼거리
후트빌의 전체 마을은 스위스 유산 목록의 일부로 지정된다.

## 정치
2011년 연방 선거에서 가장 인기 있는 정당은 35.7%의 득표율을 기록한 스위스인민당(SVP) 이었다. 다음으로 가장 인기 있는 3개 정당은 보수민주당(BDP) (16.9%), 사민당(SP) (13.5%), FDP(자유당) (7.6%)였다. 이번 연방 총선에서는 총 1,695표가 투표율 47.5%를 기록했다.

## 종교

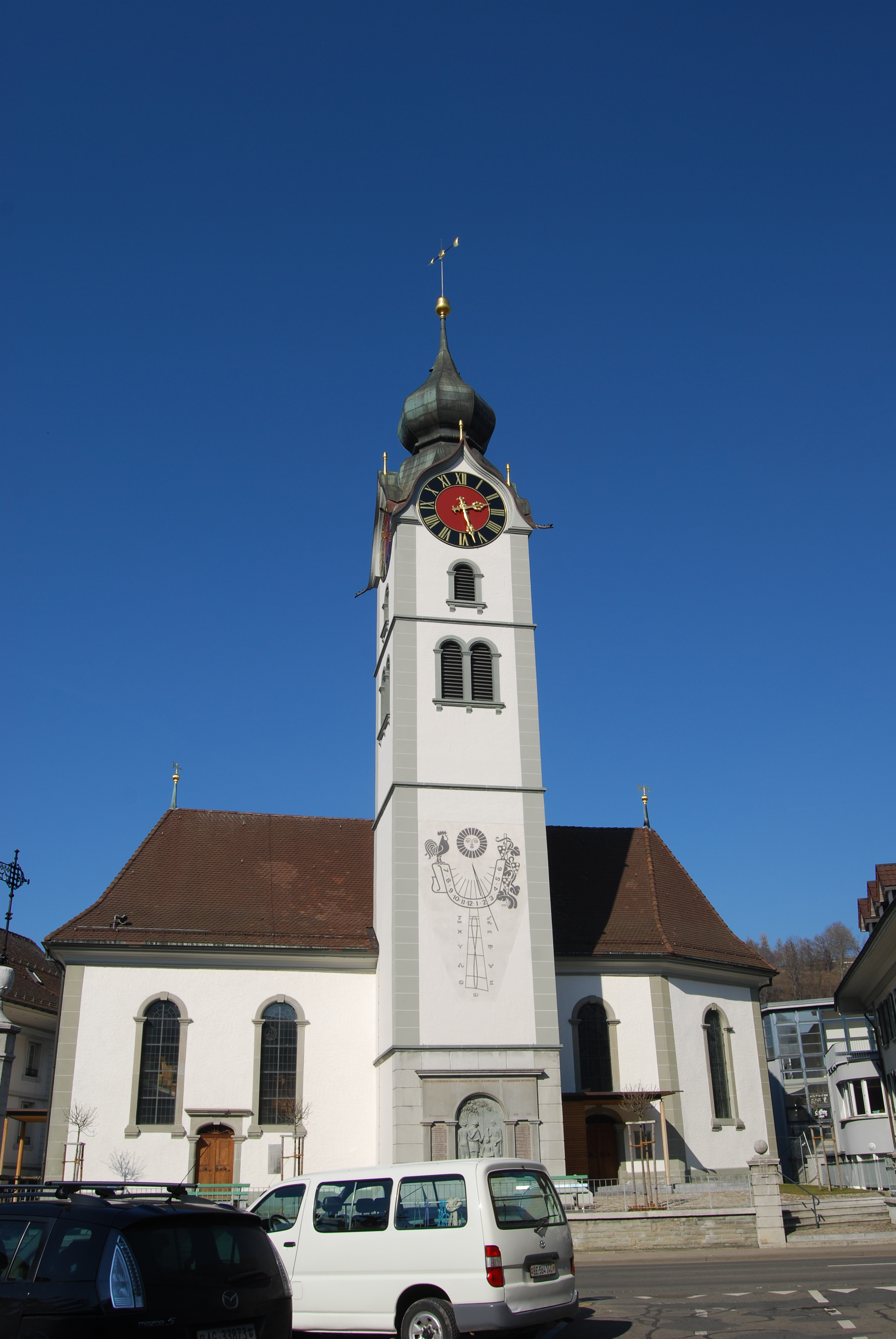
후트빌의 개혁 교회

2000년 인구 조사에서 3,447명(71.4%)이 스위스 개혁 교회에 속했고, 629명(13.0%)이 로마 가톨릭 신자였다. 나머지 인구 중 정교회 교인이 30명(0.62%), 크리스찬 가톨릭 교회인이 2명(0.04%), 다른 기독교 교회에 속한 188명(3.90%), 이슬람교는 81명(1.68%)이었다. 불교는 8명, 힌두교는 64명이었다. 그리고 다른 교회에 속한 8명의 개인이 있었다. 187명(3.88%)은 교회에 속하지 않았고, 불가지론자 또는 무신론자였으며, 181명(3.75%)이 질문에 대답하지 않았다.

## 기후
1981년에서 2010년 사이에 후트빌은 연간 평균 139.9일의 비 또는 눈이 내렸고 평균 1,276mm의 강수량을 기록했다. 가장 습한 달은 5월로 이 기간 동안 후트빌은 평균 131mm의 비나 눈을 받았다. 이달 동안 평균 강수량은 13.3일이었다. 연중 가장 건조한 달은 2월로 10.9일 동안 평균 강수량이 82mm였다.

## 교육
후트빌에서는 인구의 약 57.1%가 비필수 고등교육을 이수했으며, 14.3%가 추가 고등교육(대학 또는 응용학문대학)을 이수했다. 인구 조사에 나와 있는 특정 형태의 고등교육을 마친 405명 중 72.6%가 스위스 남성, 22.2%가 스위스 여성, 2.7%가 비스위스계 남성, 2.5%가 비스위스계 여성이었다.
베른주 학교 시스템은 1년의 의무 없는 유치원, 6년의 초등학교를 제공한다. 이후 3년 동안의 의무적 중학교 과정을 거쳐 학생들을 능력과 적성에 따라 구분한다. 중학교 이하 학생들은 추가 학교에 다니거나 견습생으로 들어갈 수 있다.
2012-13학년도 동안 총 638명의 학생들이 후트빌의 수업에 참석했다. 시정촌의 독일어 유치원 수업에는 총 88명의 학생이 있었다. 유치원생 중 15.9%는 스위스의 영주권 또는 임시 거주자(시민권 아님)였으며, 20.5%는 교실 언어와 다른 모국어를 사용한다. 시립 초등학교에는 독일어 수업을 듣는 276명의 학생이 있었다. 초등학생 중 13.8%는 스위스의 영주권 또는 임시 거주자(시민권 아님)였으며, 15.2%는 교실 언어와 다른 모국어를 사용한다. 같은 해에 중학교에는 총 274명의 학생이 있었다. 스위스 영주권자 또는 임시 거주자(시민권 아님)는 8.4%, 13%였다.
2000년 현재, 시정촌의 모든 학교에 다니는 학생은 총 715명이다. 그중 568명은 지자체에 거주하여 학교에 다녔고 147명은 다른 지자체에서 왔다. 같은 해에 119명의 후트빌 주민들이 시외 학교에 다녔다.
후트빌에는 후트빌 도서관이 있다. 도서관은 (2008년 기준) 15,880권의 책 또는 기타 매체를 보유하고 있으며, 같은 해에 64,451권을 대출했다. 그 해에는 주당 평균 17시간씩 총 299일을 열었다.

## 교통

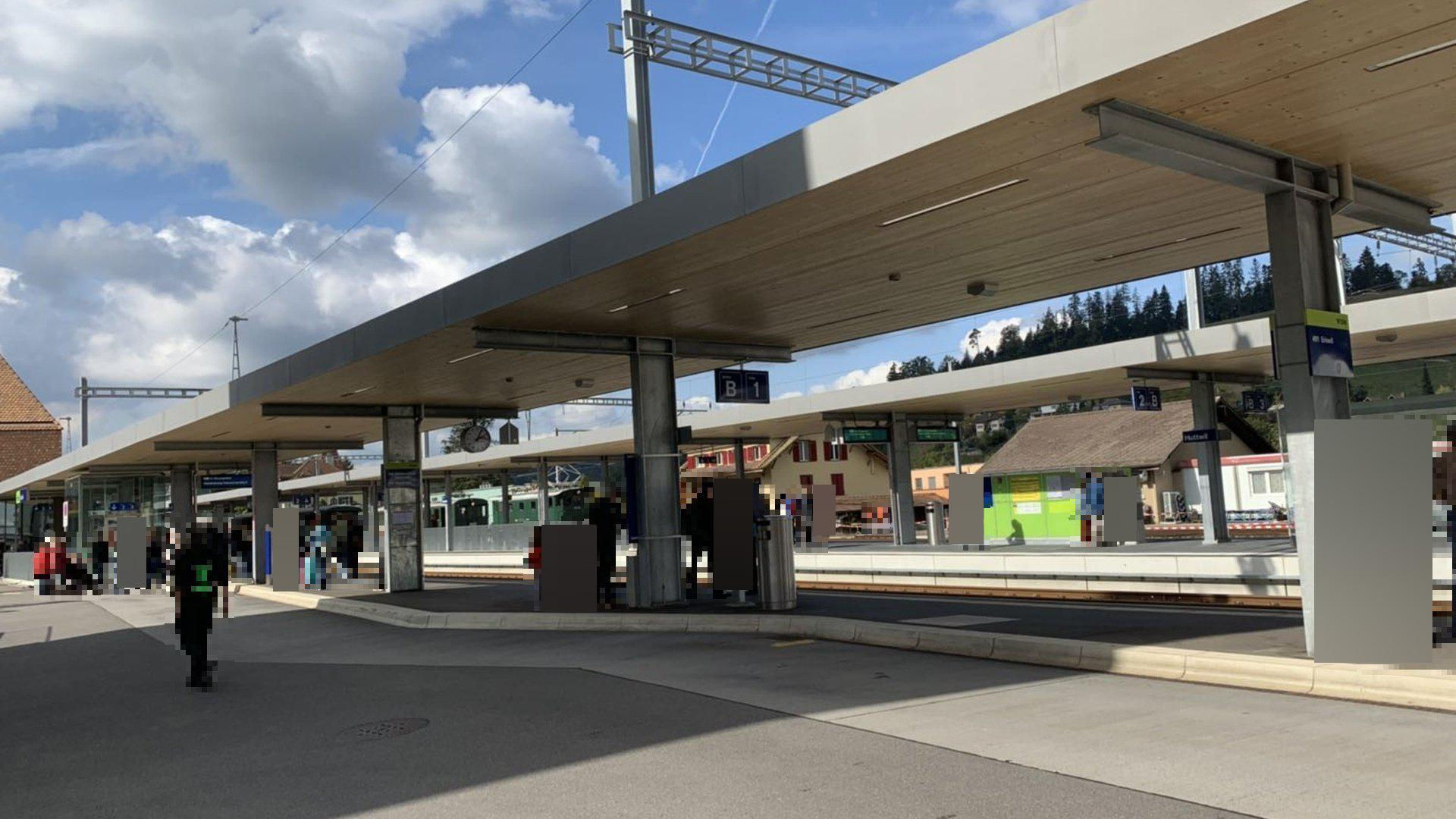
후트빌역

후트빌은 랑엔탈에서 약 16km, 주미스발트에서 약 16km, 주르제에서 주요 도로로 약 25km 떨어져 있다. 후트빌은 위치의 매력에 영향을 미치는 고속도로에서 멀리 떨어져 있다. 가장 가까운 고속도로 출구는 비교적 멀리 떨어져 있는 주르제(25km), 다크머젤렌 (20km), 니더비프 (25km) 및 키르히베르크 (25km)이다. 독일어를 사용하는 스위스의 큰 도시인 베른, 루체른, 취리히 및 바젤은 모두 거의 같은 거리에 있다. 루체른과 베른까지는 약 45분, 바젤과 취리히까지는 약 60분이 소요된다.
철도는 후트빌에서 오랜 전통을 가지고 있다. 유나이티드 후트빌 철도(VHB)는 수십년 동안 후트빌에 본사를 두고 있었다. 이 철도 노선은 현재 BLS AG에서 운영하고 있다. 후트빌역은 랑엔탈-빌리자우-볼후젠-루체른 철도 노선의 역이다. 2006년까지 후트빌은 베른 S-반의 종점이었다. 그 이후로 이 노선은 베른에서 주미스발트 역까지만 운행되었으며, 후트빌까지 가는 마지막 구간(약 12km)은 버스로 운행된다. 결과적으로 후트빌은 베른 S-반 노선과 연방 도시로의 직접적인 연결에서 차단되었다. 대신, 후트빌 및 볼후젠을 통한 랑엔탈의 연결은 루체른의 주도로 직접 연결된다. 루체른 S-반(2004년 12월 12일)이 도입된 이후. S6는 매시간 루체른으로 직행한다. 이후 폐쇄된 후트빌과 주미스발트 사이의 경로에서 민간 협동조합인 에멘탈 역사 철도는 2009년부터 전세 및 여행 서비스를 운영해 왔으며, 그중 일부는 역사적인 철도 차량을 사용한다. 또한 이 경로는 다양한 회사와 철도 회사에서 새로운 철도 차량과 새 구성 요소의 테스트와 승인 실행을 위해 사용한다.